# Franciszek Lech
Franciszek Lech (ur. 8 stycznia 1925 w Hucie-Perejmie, zm. ?) – polski działacz partyjny i związkowy, przewodniczący Prezydium Miejskiej Rady Narodowej w Bydgoszczy (1971–1973).

## Życiorys
Syn Rafała i Marii. Należał do Towarzystwa Przyjaźni Polsko-Radzieckiej (1948–1953), Ochotniczej Rezerwy Milicji Obywatelskiej (1949–1950) i Związku Bojowników o Wolność i Demokrację (od 1972). Wieloletni działacz związków zawodowych. Od 1948 do 1953 członek Związku Zawodowego Pracowników Handlu, przewodniczący zarządu okręgowego ZZPH w Toruniu (1951, 1952–1953) i Bydgoszczy (1953–1954). Od 1955 do 1960 był sekretarzem Wojewódzkiej Rady Związków Zawodowych w Bydgoszczy, a od 1957 do 1971 przewodniczył bydgoskiemu zarządowi okręgowemu Związku Zawodowego Pracowników Handlu i Spółdzielczości. W latach 1958–1972 członek Centralnej Rady Związków Zawodowych, w tym do 1962 jako członek prezydium CRZZ.
Od kwietnia 1948 członek Polskiej Partii Robotniczej, potem w szeregach Polskiej Zjednoczonej Partii Robotniczej. Wchodził w skład Komitetów Miejskich PZPR w Bydgoszczy i Toruniu, był sekretarzem POP przy Centrali Handlowej Przemysłu Skórzanego i członkiem egzekutywy KZ PZPR przy Centralnej Szkole Związków Zawodowych. W ramach Komitetu Wojewódzkiego PZPR w Bydgoszczy był instruktorem Wydziału Handlu oraz członkiem Komisji Handlu i Finansów, w 1959 został członkiem Komitetu Wojewódzkiego.
Wchodził w skład Wojewódzkiej Radzie Narodowej w Bydgoszczy, od 1969 zasiadał w jej prezydium, a od 11 lipca 1971 do 30 czerwca 1973 przewodniczył Miejskiej Rady Narodowej w Bydgoszczy. Następnie został szefem bydgoskiego oddziału Związku Zawodowego Pracowników Państwowych i Społecznych, kierował też Wojewódzką Komisją Porozumiewawczą Związków Zawodowych.